# Beck's Bolero

Beck's Bolero est une courte pièce instrumentale aux accents rock fortement influencée par le Bolero de Maurice Ravel. La pièce a été enregistrée en mai 1966 par le Jeff Beck Group avec Jimmy Page à la guitare rythmique, John Paul Jones à la basse, Nicky Hopkins au piano et Keith Moon à la batterie.  La pièce est considérée par plusieurs critiques comme ayant joué un rôle majeur dans le développement du heavy metal et du rock progressif. La légende raconte d'ailleurs que Jimmy Page, désirant former un supergroupe avec les musiciens ayant accompagné Jeff Beck sur ce titre, reçoit une fin de non-recevoir de Keith Moon qui lui dit « Ton projet va s'écraser au sol comme un Zeppelin de plomb ! » ou lead Zeppelin en anglais. Deux ans plus tard, cette réponse du batteur des Who est à l'origine du nom Led Zeppelin